# Мидлтаун (округ Нортхемптон, Пенсилванија)
Мидлтаун (енгл. Middletown, Northampton County) насељено је место без административног статуса у америчкој савезној држави Пенсилванија.

## Демографија
По попису из 2010. године број становника је 7.441, што је 63 (0,9%) становника више него 2000. године.
| Група             | 2000.         | 2010.         |
| Белци             | 6.784 (91,9%) | 6.251 (84,0%) |
| Афроамериканци    | 153 (2,1%)    | 292 (3,9%)    |
| Азијати           | 69 (0,9%)     | 121 (1,6%)    |
| Хиспаноамериканци | 318 (4,3%)    | 711 (9,6%)    |
| Укупно            | 7.378         | 7.441         |